# Arctodiaptomus michaeli
Arctodiaptomus michaeli is een eenoogkreeftjessoort uit de familie van de Diaptomidae. De wetenschappelijke naam van de soort is voor het eerst geldig gepubliceerd in 1990 door Reddy, Balkhi & Yousuf.